# Shikasta
Ref.: Planeta Colonizado N°.5, Shikasta (muitas vezes abreviado para Shikasta) é um romance de ficção científica de 1979, e é o primeiro romance de uma série de cinco livros que Doris Lessing intitulou Canopus em Argos. Foi publicado pela primeira vez nos Estados Unidos em outubro de 1979, pela Alfred A. Knopf, e no Reino Unido, em novembro de 1979, pela Jonathan Cape. Shikasta também é o nome do planeta fictício de destaque no romance.
Com o subtítulo "Documentos pessoais, psicológicos, históricos, relativos à visita de Johor (George Sherban) Emissário (Grau 9) 87º do Período dos Últimos Dias", Shikasta é a história do planeta Shikasta (um alegórica Terra) sob a influência de três impérios galáticos, Canopus, Sirius, e o inimigo comum, Puttiora. O livro é apresentado por uma série de relatórios de emissários de Canopus enviados a Shikasta, que documentam a pré-história do planeta, sua degeneração levando a "um Século de Destruição" (o século XX), e ao Apocalipse (III Guerra Mundial).
Shikasta tem como ponto de partida o Antigo Testamento, e é influenciado por temas espirituais e místicos do sufismo, um sistema de crenças islâmico, pelo qual Lessing tinha tomado interesse em meados da década de 1960. O livro representou uma importante mudança de foco em Lessing, da escrita, do realismo à ficção científica, e isso decepcionou muitos de seus leitores. O livro recebeu críticas mistas. Alguns críticos ficaram impressionados com o âmbito e a visão da obra, e um crítico chamou-a de "uma audaciosa e perturbadora obra de um dos maiores escritores vivos". Outros criticaram o tema sombrio do romance, onde a humanidade não tem livre-arbítrio e que seu destino está nas mãos de impérios galáticos.
A história de Shikasta é recontada no terceiro livro da série Canopus, As Experiências de Sirius (1980), desta vez sob o ponto de vista de Sirius. Shikasta reaparece no quarto livro da série,  O Planeta 8: Operação Salvamento(1982), e as Zonas, brevemente mencionado em Shikasta, são o tema do segundo livro da série, Os Casamentos Entre as Zonas Três, Quatro e Cinco (1980).

## Enredo
Canopus, um benevolente império galático centrado em Canopus, na constelação de Argo Navis, coloniza um jovem e promissor planeta o qual dão o nome de Rohanda (o frutífero). Eles nutrem seus humanoides em desenvolvimento e aceleram a sua evolução. Quando os Nativos estão prontos, Canopus impõe uma "União" em Rohanda que a conecta via "correntes astrais" à harmonia e a força do Império canopiano. Além de Canopus, dois outros impérios também estabelecem uma presença no planeta: seu aliado, Sirius da estrela de mesmo nome, e o inimigo comum, Puttiora. O Império de Sirius limitam as suas atividades em grande parte a experimentos genéticos em continentes do sul durante a pré-história de Rohanda (descrito no terceiro livro da série Canopus, As Experiências de Sirius), enquanto o Shammat de Puttiora permanece latente, à espera de oportunidades para atacar.
Por muitos milênios, os nativos de Rohanda prosperaram com um clima de convivência pacífica e um desenvolvimento acelerado induzidos pelos canopianos. Em seguida, um imprevisto "realinhamento cósmico" coloca Rohanda fora de sintonia com Canopus causando uma falha na União. Privadas dos recursos canopianos e de um fluxo constante de uma substância chamada SOWF (substância do sentimento de comunhão), os nativos desenvolvem uma "Doença Degenerativa", que coloca os objetivos do indivíduo à frente dos da comunidade. O Shammat explora esta perturbação e começa a corroer e influenciar Canopus, infectando os Nativos com suas maldades. Enquanto Rohanda se degenera em ganância e  conflito, os canopianos relutantemente altera seu nome para Shikasta (a ferida). Mais tarde, no livro, Shikasta é identificada como Terra, ou uma alegórica Terra.
Em uma tentativa de salvar os planos de Canopus em Shikasta e corrigir os nativos da deterioração, os emissários canopianos são enviados para o planeta. Johor é um emissário , que toma a forma de um Nativo e começa a identificar aqueles indivíduos que ainda não se degeneraram e são passíveis de suas instruções corretivas. Johor, em seguida, envia aqueles que foram prosperamente "convertidos" por ele para espalhar a palavra entre outros nativos, e logo comunidades isoladas começam a retornar para os dias pré-shikastianos. Mas sem o SOWF e com a influência de Shammat sob os Nativos, Canopus lutará uma batalha perdida e o planeta ficará ainda mais ferido. Em seu 20° século, Shikasta degenerá para uma guerra e uma auto-destruição. Johor retorna, mas desta vez através da Zona 6[./Shikasta#cite_note-Zones-7 [nb 1]] pela nasce no planeta (encarnado) como um shikastiano, George Sherban. Quando Sherban cresce, ele estabelece disfarçadamente um contato com outros canopianos, em seguida, retoma o seu trabalho, tentando ajudar os shikastianos. Mas a fome e o desemprego crescem, e a anarquia se espalha.
Na véspera da Terceira Guerra Mundial, Sherban e outros emissários deslocam um número pequeno de promissários shikastianos em lugares afastados para escapar de um inevitável holocausto nuclear. Ele também participa do julgamento de todos os países europeus pelos crimes de colonialismo. Ele convence as pessoa que a Europa não foi a única infratora, em vista que a China tinha conquistado-a.
A guerra reduz a população de Shikasta para 99% e varre o planeta dos "bárbaros". Shammat, que direcionou os shikastianos para um caminho de auto-destruição, se auto-destruí e se retira do planeta. O canopianos ajudam os sobreviventes a reconstruir suas vidas e re-alinhar-se com o Canopus. Com o fortalecimento da União e o SOWF fluindo livremente de novo, a harmonia e a prosperidade retornam para Shikasta.

## Contexto e gênero

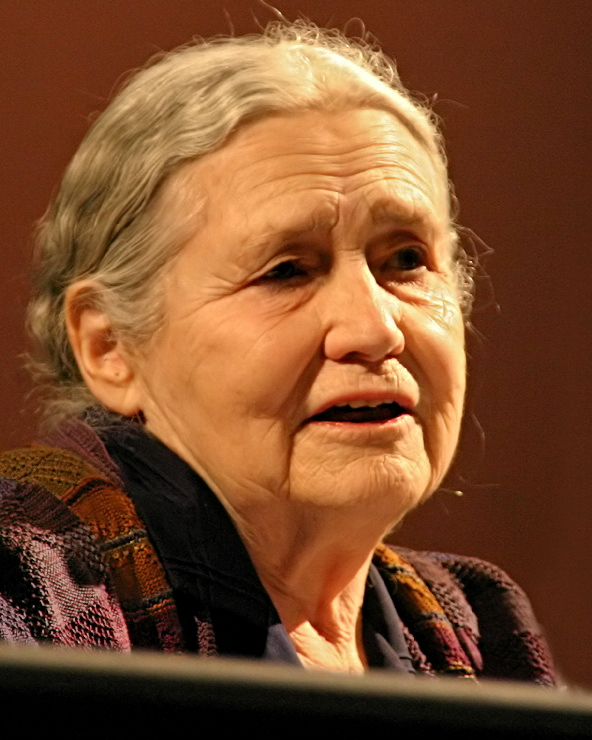
Doris Lessing, falando em uma Colônia de literatura do festival, na Alemanha, 2006

Em meados da década de 1960 Lessing se interessou pelo Sufismo, um sistema de crença Islâmica, depois de ler Os Sufis de Idries Shah. Ela descreveu Os Sufis como "o mais surpreendente livro que [ela] tinha lido", e disse que ele "mudou [sua] vida". Lessing, mais tarde, se encontrou com Shah, que se tornou "um bom amigo [e] professor". No início da década de 1970 Lessing, começou a escrever ficção de "espaço interior", que incluía os romances Roteiro para um Passeio ao Inferno (1971) e "Memórias de um Sobrevivente (1974). No final da década de 1970, ela escreveu Shikasta em que ela usou muitos conceitos do Sufismo.
Shikasta foi escrito para ser um único livro, mas enquanto o universo ficcional de Lessing se expandia, ela descobriu que tinha ideias para mais do que apenas um livro, e acabou escrevendo uma série de cinco. Shikasta, e a série Canopus em Argos um todo, se enquadram na categoria de ficção científica soft ("ficção espacial" nas próprias palavras de Lessing), devido ao seu foco na caracterização e questões sócio-culturais, e pela falta de ênfase em ciência e tecnologia. Robert Alter do The New York Times sugeriu que esse tipo de escrita pertence a um gênero literário crítico que Northrop Frye chamou de "anatomia", que é "uma combinação de fantasia e moralidade". Gore Vidal classificou a "ficção científica" de Lessing em "algum lugar entre John Milton e L. Ron Hubbard".

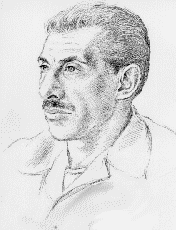
Idries Shah, que introduziu Lessing ao Sufismo

Shikasta representou uma importante mudança de foco para Lessing, influenciada em temas espirituais e místicos no Sufismo. Esta mudança para "ficção científica", não foi bem recebido pelos leitores e críticos. No final da década de 1970, Lessing foi considerada "uma das mais honestas, inteligentes e engajadas escritoras do dia", e leitores Ocidentais não familiarizados com o Sufismo se decepcionaram pelo abandono da "visão de mundo racional" de Lessing. George Stade de The New York Times reclamou que "a nossa Grande Senhora do realismo lúmpen passou a ser religiosa". A reação dos críticos e leitores para os dois primeiros livros da série, Shikasta e Os Casamentos Entre as Zonas de Três, Quatro e Cinco (1980), encorajaram Lessing a escrever o Prefácio para o terceiro livro da série, As Experiências de Sirius (1980):
Eu gostaria que os críticos e leitores pudessem ver essa série, Canopus em Argos: Arquivos, como uma estrutura que me possibilita contar (eu espero) um ou dois contos cativantes, para questionar; para eu mesma e para outros; para explorar ideias e possibilidades sociológicas.
Outra crítica da Canopus série de seguida, que incluiu esse comentário do The New York Times , o crítico John Leonard: "Um dos muitos pecados de que o século XX terá de prestar contas é que tem desencorajado a Senhora Doris Lessing;... Ela agora propagandizes em nome de nossa insignificância no cósmica razzmatazz."Lessing respondeu dizendo: "o que eles não perceberam foi que a ficção científica é uma das melhores ficção social do nosso tempo. Eu também admiro a ordenação clássica da ficção científica, como o Sangue de Música, por Greg Bear. Ele é um grande escritor."Lessing disse, em 1983, que ela gostaria de escrever histórias sobre vermelho e branco anões, foguetes espaciais alimentado por anti-gravidade, e encantado e colorido quarks, "[b]ut não podemos ser todos os físicos".
Lessing, mais tarde, escreveu vários ensaios sobre o Sufismo, que foram publicados em sua coletânea de ensaios, Time Bites (2004). Ela foi premiada com o Prêmio Nobel de Literatura em 2007, e foi descrita pela Academia sueca como "uma poetisa de épicos da experiência feminina, que com ceticismo, energia e poder visionário, submeteu uma civilização dividida ao escrutínio".
Lessing dedicou Shikasta ao seu pai. Enquanto ela ainda era uma criança no Rodésia do Sul (hoje Zimbábue), ele muitas vezes olhava para o céu da noite e dizia, "Faz você pensar, existem tantos mundos lá em cima que não importa se nos destruirmos, tem muito mais de onde viemos." Shikasta , deu origem a um culto religioso nos Estados Unidos. Lessing disse em uma entrevista que os seguidores do livro haviam escrito para ela e perguntado: "Quando é que seremos visitados pelos deuses?", e ela disse para eles que o livro "não é uma cosmologia. É uma invenção", e eles responderam: "Ah, você está apenas está nos testando".

## Análise
"O mais baixo, mais espezinhados, o mais miserável shikastiano, olha uma planta movida pelo vento e sorri., planta uma semente e a vê crescer., para afim de observar a vida das nuvens. Ou fica acordado, no escuro, ouvindo satisfeito os uivos do vento que não pode -não desta vez - molesta-lo no seu refúgio. Essa a origem da força que transmite, irresistível, a cada criatura de Shikasta."

—Citação de um relatório, "Informação explanatória adicional II" por Johor, Shikasta, p. 246.
O nome "Shikasta" vem da palavra persa شکسته (shekasteh), que significa "quebrado", e é  frequentemente visto sendo usado como o nome de estilo nacional Iraniano da calegrafia Persa, Shekasteh Nastaʿlīq. No livro, Lessing não afirma explicitamente que o planeta Shikasta é a Terra, mas muitos críticos acreditam que suas semelhanças com a história da Terra deixam claro que Shikasta é a Terra, como visto pelo canopeanos. Alguns dos documentos no livro escrito pelos shikastianos mencionam localizações geográficas e países da Terra. Outros críticos, no entanto, interpretam Shikasta como uma Terra alegórica com histórias paralelas que se desviam ao longo do tempo.
Shikasta já foi chamado de um "anti-romance", e um "romance arquitetônico". É a história do planeta Shikasta a partir da perspectiva de Canopus e é apresentado como um caso de estudo para "alunos do primeiro ano do Domínio Colonial canopeano". Contém uma série de relatórios de  emissários canopeanos para o planeta, citações de referência canopeana, a História de Shikasta, e cópias de cartas e diários escritos por  shikastianos selecionados. A história de Shikasta é monitorada por praticamente canopeanos imortais, a partir da pré-história de Rohanda, através de Shikasta "Século de Destruição" (Terra do século XX), e para o futuro da Terra quando os Chineses ocupam a Europa e a III Guerra Mundial eclode. O livro pretende ser a "verdadeira" história de nosso planeta.
Shikasta faz alusões ao Antigo Testamento, o Gnosticismo e o Sufismo, e recorre a vários temas Judaico-Cristão. Lessing escreveu no prefácio que o Shikasta tem suas raízes no Antigo Testamento. Sua SOWF (Substância do sentimento de comunhão), o "alimento espiritual" que flui de Canopus para Shikasta, é também uma palavra  que ela inventou, com uma pronúncia semelhante a "Sufi". Um crítico do livro de Los Angeles Times disse que Shikasta é uma "reformulação da Bíblia", e o Infinity Plus site traça paralelos entre o Canopeanos e seus emissários, e Deus e seus anjos do Antigo Testamento. Um crítico de New York Times escreveu que o "espaço" de onde o canopeanos vêm é uma metáfora "religiosa ou do espaço interior". Thelma J. Shinn, em seu livro Mundos entre Mulheres: Mitos e criando mitos na Literatura Fantástica por Mulheres, descreveu a luta entre Canopus e Shammat, que acontece em Shikasta, como "a eterna luta entre o bem e o mal", e a "Doença Degenerativa" que atinge Shikasta como uma metáfora para o primeiro pecado. Lessing disse em uma entrevista que o final da guerra (segunda Guerra Mundial III) no final do romance é o Apocalipse. Phyllis Sternberg Perrakis escreveu no Diário de esudos da fé Bahá, que Shikasta é a "renderização simbólica da chegada de um novo profeta, a um  planeta similar a Terra", que relaciona os princípios da fé Bahá'í .

## Recepção
Paul Gray escreveu em uma crítica na Revista Time que os documentos que compõem Shikasta permitem Lessing expandir o romance sobre vastos períodos de tempo e mudar a perspectiva "drasticamente a partir do próximo minuto ao infinito". Ele disse que a coesão do livro é a sua variedade, e observou como Lessing interfere em suas "grandes criações" e "configurações de poderes enormes" com "passagens de dores de intensidade". Gray disse que Shikasta está mais perto de Gulliver e o Velho Testamento do que a Buck Rogers, e pode decepcionar os leitores que interpretem sua "ficção espacial" como "ficção científica". Ele achou que a visão sombria de Lessing da história da Terra em que ela sugere que os seres humanos "não podem ... evitar de fazer a bagunça que eles têm, que seus erros foram todos ordenados por um pequeno tique no cosmos", um pouco "insatisfatório", mas acrescentou que, mesmo se você não concordar com suas teorias, o livro ainda pode ser agradável, "até mesmo engajar intensamente em cada página". Gray chamou Shikasta de " uma audaciosa e perturbadora obra de um dos maiores escritores vivos".
O Autor Gore Vidal escreveu no The New York Review of Books que Shikasta é uma "obra de uma imaginação formidável". Disse que Lessing é "um mestre" em escrever de maneira escatológica, mas acrescentou que, embora suas representações de um término de Londres são "muito reais", como um todo, o livro "nunca é real o suficiente". Vidal também achava que a Zona 6, o plano  alternativo de Lessing para os mortos, não é tão convincente como As Terras Secas, de Ursula K. Le Guin's Earthsea trilogia. Ele comparou canopeanos e Shammat a Deus e Satanás de Milton do Paraíso Perdido, mas disse que, enquanto " a usurpação de Lúcifer ... sobre o criador do autor é algo incrível", em Shikasta a raça humana, sem o livre arbítrio é muito passiva e sem interesse. Vidal atribuiu isso a  "submissão" de Lessing para os Sufis e os SOWF (Substância do sentimento de comunhão), e não de sua incapacidade para criar bons personagens.
O crítico George Stade do New York Times disse que Shikasta "obriga-nos a pensar ... o que somos, como ficamos desta forma e para onde estamos indo", mas reclamou que o livro está repleto de "falsas esperanças", e que o destino da humanidade depende da "emanações teosóficas, influências cósmicas, poderes ocultos, visitas de espíritos e vibrações estelares". Quando o SOWF é cortada e o shikastianos se degeneram, Lessing "tanto acusa como inocenta", dando a entender que a humanidade é má, mas a culpa não é dela. Enquanto Stade elogiou a sátira do livro de Lessing, e suas representações da Zona 6, que ele disse "ter a estranha beleza dos antigos textos Gnósticos ", ele "desaprovou" o romance como um todo, mas acrescentou, "isso não significa que eu não goste de lê-lo".
Escrevendo pelo Los Angeles Times M. G Lord, chamou Shikasta de um "épico" e suspeita de que pode ter influenciado o comité Nobel quando mencionaram  Lessing como um "épico da experiência feminina". Thelma J. Shinn escreveu em seu livro, Mundos entre Mulheres: Mitos e criações de mitos na Fantástica Literatura por Mulheres, que a história de Lessing da humanidade em Shikasta é "pessimista", mas "convincente". Infinity Plus descreveu Shikasta como um "romance de massa que utiliza ideias de ficção científica", e disse que enquanto Lessing não foi capaz de prever a queda da União Soviética e o impacto de computadores, o romance "quase não parece datado" por causa de sua abordagem "astuciosamente não específica .
James Schellenberg escrevendo por Challenging Destiny, uma revista  canadense de ficção científica e fantasia, ficou impressionado com o "grande senso de perspectiva" de Shikasta e o contexto da humanidade em uma "escala maior de civilização e de pensar de uma maneira correta. Gostou do conceito de SOWF como uma "metáfora da comunidade de conexão", mas sentiu que era uma maneira incomum de construir uma utopia. A forma fragmentada do livro ao contar a história leva a Lessing à famosa maneira de escrever – mostre, não conte", e enquanto isso pode funcionar em determinadas circunstâncias, Schellenberg sente que essa abordagem não funciona muito bem em Shikasta. A revista online Journey to the Sea considera que a inclusão de Lessing das histórias da Bíblia hebraica "divertidas e intrigantes", e disse que ela desafia a lógica da rejeição do leitor diante desses textos sagrados, sugerindo que é "possível imaginar" que poderiam ser verdadeiras.
Após a morte de Lessing em 2013, o The Guardian colocou Shikasta em sua lista dos cinco melhores livros da autora.

## Trabalhos citados
- «Structural Complexity in Doris Lessing's Canopus Novels». Journal of the Fantastic in the Arts. 2. JSTOR 43308052. (pede subscrição (ajuda))
- Lessing, Doris. Shikasta. [S.l.: s.n.] ISBN 0-00-712776-6
- Lessing, Doris. The Sirian Experiments. [S.l.: s.n.] ISBN 0-00-654721-4
- Shinn, Thelma J. Worlds Within Women: Myth and Mythmaking in Fantastic Literature by Women. [S.l.: s.n.] ISBN 0-313-25101-0. (pede subscrição (ajuda))
- Galin, Müge. Between East and West: Sufism in the Novels of Doris Lessing. [S.l.: s.n.] ISBN 0-7914-3383-8
- «The Four Levels of Detachment in Doris Lessing's Shikasta» (PDF). The Journal of Bahá'í Studies. 14. Consultado em 13 de novembro de 2017. Arquivado do original (PDF) em 14 de abril de 2013